# Tibor Lubinszky
Tibor Lubinszky (Budapest, 26 novembre 1909 – Budapest, 1º aprile 1956) è stato un attore ungherese, attivo nel cinema come attore bambino, tra il 1917 e il 1923.

## Biografia
Dal 1917 al 1923, l'ungherese Tibor Lubinszky fu il più importante attore bambino del cinema europeo, recitando con prestigiosi registi come Alexander Korda e Richard Oswald. In un'epoca in cui le parti protagoniste di bambino erano ancora di regola affidate a giovani attrici, Lubinszky è il primo attore bambino a interpretare al cinema i ruoli classici di "Il piccolo Lord" (1918), "Oliver Twist" (1919) e "Il principe e il povero" (1920). Con Gordon Griffith e Marie Osborne condivide così anche il primato di essere gli unici attori bambini cui siano stati affidati ruoli di protagonista in lungometraggi negli anni dieci. 
Nella vita adulta lavorò come farmacista. Il servizio militare durante la seconda guerra mondiale mino' gravemente la sua salute e lo condusse a morte prematura nel dopoguerra nel 1956, a soli 46 anni.

## Filmografia

### Attore bambino, cinema muto (1917-23)
- Az ösember, regia di Cornelius Hintner (1917)
- A Tüz, regia di Alfréd Deésy (1917)
- Érdekházasság, regia di Antal Forgács (1918)
- Il piccolo Lord (A kis lord), regia di Alexander Antalffy (1918)
- Oliver Twist (Twist Olivér), regia di Márton Garas (1919)
- Júlia kisasszony, regia di Károly Lajthay (1919)
- Sua Maestà il re degli straccioni (Prinz und Bettelknabe), regia di Alexander Korda (1920)
- Die Geheimnisse von London - Die Tragödie eines Kindes, regia di Richard Oswald (1920)
- Szép Ilonka, regia di Antal Forgács (1920)
- A színésznö, regia di Antal Forgács (1920)
- A Csodagyerek, regia di Alexander Korda (1920)
- Klein Bobby auf der Fährte, regia di Heinz Schall (1921)
- Die Spur im Dunkeln, regia di Heinz Schall (1921)
- Das Rätsel der Gerty Sering, regia di Karl Ehmann (1921)
- Herren der Meere, regia di Alexander Korda (1922)
- Die Tragödie eines verschollenen Fürstensohnes, regia di Alexander Korda (1922)
- Revanche, regia di Jacob Fleck e Luise Fleck (1922)
- Lucrezia Borgia, regia di Richard Oswald (1922)
- Az egyhuszasos lány, regia di Uwe Jens Krafft (1923)